# Barraquito

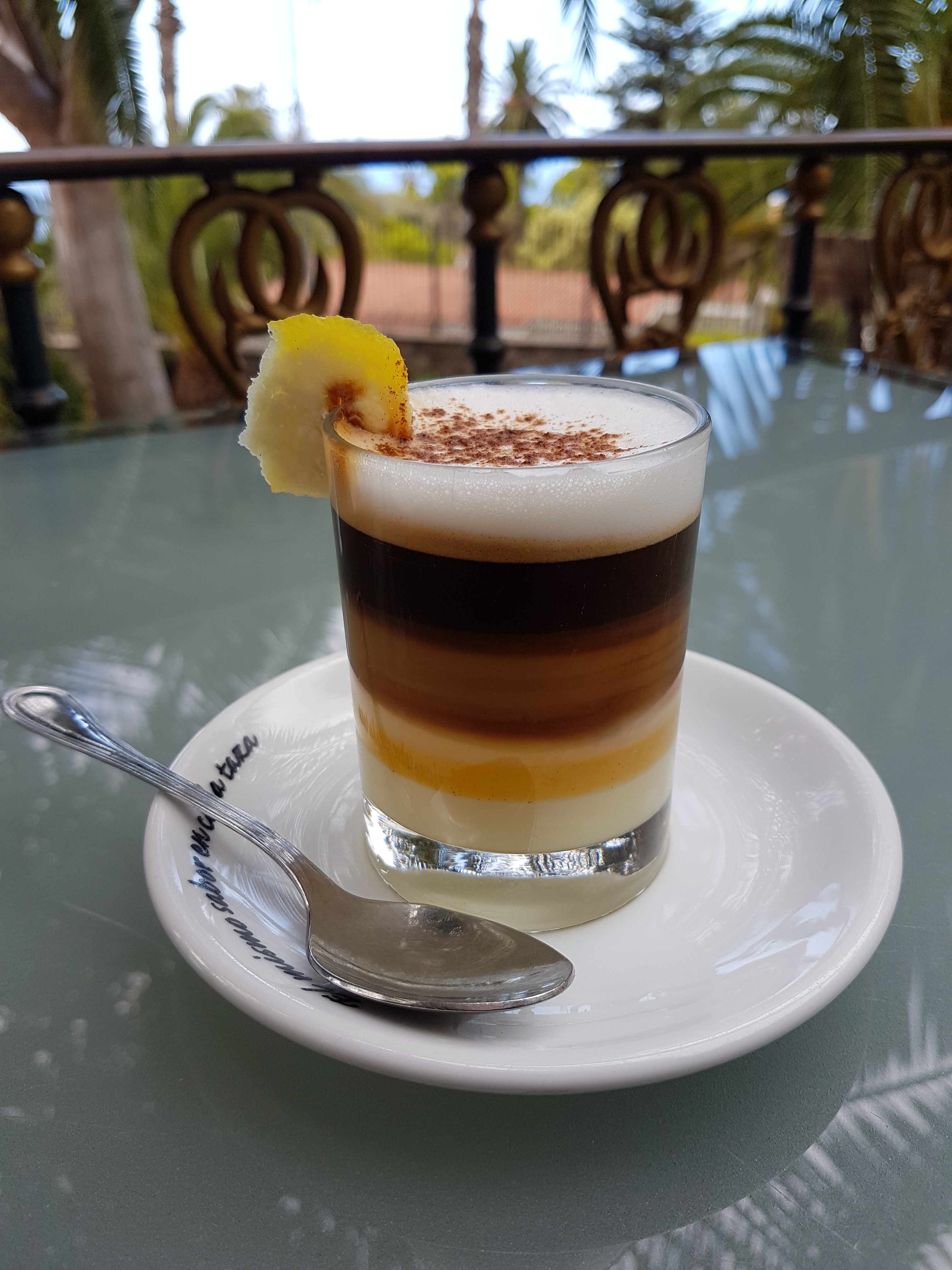
Barraquito especial in La Orotava, Tenerife

Een barraquito of barraco is een Spaanse koffiebereiding die vooral populair is op de Canarische eilanden.
De barraquito wordt in een klein glaasje geserveerd. De basis is een laagje gecondenseerde melk, met daarop een shot Licor 43 (Cuarenta Y Tres), een zoete likeur. Dan wordt er melkschuim op gedaan. Op het melkschuim wordt beheerst warme melk en een shot espresso gegoten. Zo blijven de laagjes intact. Een barraquito wordt afgewerkt met kaneelpoeder en zeste van limoen. Het drankje wordt voornamelijk na het eten gedronken.
Het is vergelijkbaar met een café bombón, dat gedronken wordt op het Iberische schiereiland. Een cortado is eveneens een drank die in een klein glaasje wordt geserveerd en uit sterke koffie en warme melk bestaat.